# アサホコ
アサホコとは日本の競走馬である。1965年の天皇賞（春）に優勝した。同年達成した重賞5連勝は当時の中央競馬記録。下級クラスで走った時期が長かったことから、「晩成の名馬」の一例として名を挙げられる。

## 経歴
1960年、青森県七戸町の盛田牧場に生まれる。父は1957年の東京優駿（日本ダービー）優勝馬で、後年名種牡馬との評を得るヒカルメイジ、母アサヒロも「ミスアサヒロ」の競走名で中央競馬の愛知盃、南関東公営競馬で秋の鞍やキヨフジ記念に勝利している。
競走年齢の3歳に達し、母と同じ手塚栄一の所有馬として、父を管理した東京競馬場の藤本冨良厩舎に入った。同年7月に福島開催でデビュー。しかし3戦して勝利を挙げられず、初勝利はいったん休養後の年明け2戦目までを要した。その後も2、3着が多い成績で順調に勝ち上がれず、4歳三冠競走には不出走、以後長らく条件馬として過ごした。
藤本は上積みが見込めない馬は積極的に地方競馬に転出させる方針を持っていたが、本馬については「自分の調教が悪い」と考え、手元に置いて試行錯誤を続けた。以後も勝ちきれなかったが、5歳（1964年）秋に格上挑戦で出走した目黒記念で2着となり、次走、八大競走に初出走となった天皇賞（秋）で7着となった。
この頃、馬主の手塚が藤本を介さず地方転出を別の調教師に約束してしまい、馬を受け取りに来た調教師を藤本が怒って追い返した出来事があった。アサホコが連勝を始めたのは、この出来事があった当日からであった。1964年12月12日、180万下条件戦を好タイムで勝利。次走は年明け1月3日の金杯（東）に当時リーディングジョッキーの加賀武見を迎えて臨み、最終コーナー先頭から直線を押し切って優勝。41戦目での重賞初勝利を挙げた。以後鞍上を加賀に固定して重賞路線を進み、アメリカジョッキークラブカップを3馬身半差の勝利、京王盃スプリングハンデキャップでは59kgを背負って差し切り勝ち、天皇賞への前哨戦・スワンステークスでは前年のクラシックで好走したバリモスニセイ、オンワードセカンド等を退けて重賞4連勝を挙げた。
天皇賞（春）の戦前は、前年史上2頭目のクラシック三冠を達成したシンザンとの対戦が注目されていた。しかしシンザンは体調不良を理由に出走を回避し、同馬との対戦機会は失われた。迎えた競走当日は1番人気の支持を受けると、雨中の不良馬場を苦にせず2着ブルタカチホに7馬身差を付けて優勝、八大競走制覇を果たした。重賞5連勝は当時の中央競馬記録。シンザンの担当厩務員だった中尾謙太郎は後にこの競走を回想し、「五歳の春の天皇賞を使えなかったのは、シンザンにとって幸運だったと思います。あの頃のアサホコの強さは絶好調のシンザンでも五分だったと思いますよ」と述べ、対戦を回避したことは「シンザンの持って生まれた運の強さ」だと語っている。
天皇賞の後アサホコは調子を落とし、次走のオープン戦で2着となって連勝を6で止めた。続く日本経済賞も5着と敗れ、その後休養に入った。秋にはアメリカのワシントンD.C.インターナショナルへ日本代表として推薦されたが出走できず、休養を続けた。翌1966年春に復帰、オープン戦を2連勝の後、アルゼンチンジョッキークラブカップで2着となったのを最後に競走馬を引退した。
その後は種牡馬となり、青森県で繋養されたが、交配相手が集まらなかったこともあり、産駒に目立った活躍馬は現れなかった。1972年に種牡馬を引退、翌1973年に病気で死亡した。正確な死亡日や死因となった病名などは明らかになっていない。

## 年度別成績
※括弧内は重賞勝ち鞍。太字は八大競走。
- 1962年（3歳）：3戦0勝
- 1963年（4歳）：22戦4勝
- 1964年（5歳）：15戦1勝
- 1965年（6歳）：7戦5勝（金杯・東、アメリカジョッキークラブカップ、京王盃スプリングハンデキャップ、スワンステークス、天皇賞・春）
- 1966年（7歳）：3戦2勝

## 血統表
| アサホコの血統（ボワルセル系）/ Rock Sand5×5=6.25%（母内）） | アサホコの血統（ボワルセル系）/ Rock Sand5×5=6.25%（母内）） | アサホコの血統（ボワルセル系）/ Rock Sand5×5=6.25%（母内）） | （血統表の出典） | （血統表の出典） |
| 父 ヒカルメイジ 1954 黒鹿毛 日本                             | 父の父Bois Roussel 1935 黒鹿毛 イギリス                      | Vatout                                                       | Prince Chimay    | Prince Chimay    |
| 父 ヒカルメイジ 1954 黒鹿毛 日本                             | 父の父Bois Roussel 1935 黒鹿毛 イギリス                      | Vatout                                                       | Vasthi           |                  |
| 父 ヒカルメイジ 1954 黒鹿毛 日本                             | 父の父Bois Roussel 1935 黒鹿毛 イギリス                      | Plucky Liege                                                 | Spearmint        | Spearmint        |
| 父 ヒカルメイジ 1954 黒鹿毛 日本                             | 父の父Bois Roussel 1935 黒鹿毛 イギリス                      | Plucky Liege                                                 | Concertina       |                  |
| 父 ヒカルメイジ 1954 黒鹿毛 日本                             | 父の母*イサベリーン Isabelline 1944 黒鹿毛 イギリス          | Canon Law                                                    | Colorado         | Colorado         |
| 父 ヒカルメイジ 1954 黒鹿毛 日本                             | 父の母*イサベリーン Isabelline 1944 黒鹿毛 イギリス          | Canon Law                                                    | Book Law         |                  |
| 父 ヒカルメイジ 1954 黒鹿毛 日本                             | 父の母*イサベリーン Isabelline 1944 黒鹿毛 イギリス          | Legal Tender                                                 | Son-in-Law       | Son-in-Law       |
| 父 ヒカルメイジ 1954 黒鹿毛 日本                             | 父の母*イサベリーン Isabelline 1944 黒鹿毛 イギリス          | Legal Tender                                                 | Beloved          |                  |
| 母 アサヒロ 1950 鹿毛 日本                                   | 母の父月友 1935 栗毛 日本                                    | Man o'war                                                    | Fair Play        | Fair Play        |
| 母 アサヒロ 1950 鹿毛 日本                                   | 母の父月友 1935 栗毛 日本                                    | Man o'war                                                    | Mahubah          |                  |
| 母 アサヒロ 1950 鹿毛 日本                                   | 母の父月友 1935 栗毛 日本                                    | *星友 Ima Baby                                               | Sir Martin       | Sir Martin       |
| 母 アサヒロ 1950 鹿毛 日本                                   | 母の父月友 1935 栗毛 日本                                    | *星友 Ima Baby                                               | Colna            |                  |
| 母 アサヒロ 1950 鹿毛 日本                                   | 母の母昇嶋 1944 鹿毛 日本                                    | *ダイオライト Diolite                                        | Diophon          | Diophon          |
| 母 アサヒロ 1950 鹿毛 日本                                   | 母の母昇嶋 1944 鹿毛 日本                                    | *ダイオライト Diolite                                        | Needle Rock      |                  |
| 母 アサヒロ 1950 鹿毛 日本                                   | 母の母昇嶋 1944 鹿毛 日本                                    | 鶴島                                                         | *トウルヌソル    | *トウルヌソル    |
| 母 アサヒロ 1950 鹿毛 日本                                   | 母の母昇嶋 1944 鹿毛 日本                                    | 鶴島                                                         | *星濱 F-No.1-s   |                  |